# Ferenc Kovács
Ferenc Kovács též František Kováč (1740 – kol. r. 1800) byl reformovaným kazatelem.
Narodil se Bánovcích nad Ondavou. K duchovenské službě byl ordinován roku 1769. Působil mj. v Ladmovcích a Nižné Kamenici.
Po vydání tolerančního patentu přišel na podzim 1782 do Čech sloužit nově se ustavující reformované církvi. Působil jako pastor sboru v Krouně do roku 1785, posléze byl pastorem ve sboru ve Velimi (1785–1789), odkud odešel do uherského Sajóecsegu (1789–1793). Následně sloužil na Moravě.
Dne 1. dubna 1784 byl jmenován prvním českým reformovaným superintendentem. Na funkci rezignoval roku 1788.